# 함양 안국사 은광대화상 승탑
함양 안국사 은광대화상 승탑(咸陽 安國寺 隱光大和尙 僧塔)은 대한민국 경상남도 함양군 마천면 가흥리, 안국사에 있는 승탑이다.
1998년 11월 13일 경상남도의 유형문화재 제337호 안국사 은광대화상부도으로 지정되었다가, 2018년 12월 20일 현재의 명칭으로 변경되었다.

## 개요
부도는 승려의 무덤을 상징하여 그 유골이나 사리를 모셔두는 곳이다. 이 부도는 국태민안(國泰民安)을 비는 사찰인 전국의 3안국(지리안국, 서산안국, 금산안국) 중 지리산의 안국사에 있는 것으로, 명당의 혈(血)에 해당하는 곳에 자리잡고 있어 더욱 중요성을 띤다.
전체적으로 8각을 기본형태로 하고 있으며, 아래·가운데·위의 3단을 이루는 기단(基壇) 위에 탑신(塔身)을 올리고 머리장식을 얹은 모습이다. 아래받침돌에는 복련(覆蓮:엎어놓은 연꽃무늬)을 두르고 윗받침돌에는 이와 대칭되는 앙련(仰蓮:솟은 연꽃무늬)을 장식하였다. 가운데받침돌에는 ‘은광대화상’이라 새겨 주인공을 밝혀 놓았다. 탑신의 몸돌은 아무런 장식이 없으며, 지붕돌은 윗면에 기와골을 표현하였다. 꼭대기의 머리장식은 훼손되어 있어서 그 양식을 알 수 없다.
통일신라의 부도 양식을 따르고 있으나, 기단에 새겨 놓은 연꽃무늬로 보아 통일신라말·고려초에 세운 것으로 짐작된다.

## 참고 문헌
- 함양 안국사 은광대화상 승탑 - 국가유산청 국가유산포털